# H-31
La carretera H-31 es una autovía urbana que proporciona acceso a Huelva por la A-49 procedente de Sevilla. 
Se destaca la A-49 al noreste de la ciudad. 
Con una longitud de 5,5 km, que conecta la A-49 hasta el centro urbano se extiende desde Huelva,la Avenida de Andalucía y la conexión de la carretera de Circunvalación de Huelva hasta la intersección con la A-49.

## Salidas y límites de velocidad
| Velocidad | Esquema | Número de Salida | Dirección Huelva                             | Dirección Sevilla                            | Carretera    | Anotaciones |
| --------- | ------- | ---------------- | -------------------------------------------- | -------------------------------------------- | ------------ | ----------- |
|           |         |                  | Inicio de la H-31                            | Continúa hacia Sevilla por E-1 A-49          |              |             |
|           |         | 80               | La Ribera La Alquería Polígonos industriales | La Ribera La Alquería Polígonos industriales | N-431 A-5000 |             |
|           |         | 84A              | Huelva Norte Punta Umbría                    | Huelva Norte Punta Umbría                    | H-30         |             |
|           |         | 84B              | La Rábida Puerto                             | La Rábida Puerto                             | H-30         |             |
|           |         |                  | Continúa por Avda. de Andalucía              | Inicio de la H-31                            |              |             |